# Aile (composant)
Pour les articles homonymes, voir Aile et Semelle.

Âme d’une poutrelle en Ɪ

Dans la construction en béton, en bois et en acier, les ailes ou semelles sont les bandes supérieure et inférieure des poutres ou poutrelles de section transversale en forme de « Ɪ » (« en forme de double T », les poutrelles en Ɪ) ; elles sont maintenues à distance par une âme continue. 
Dans le cas d'une poutre en treillis, l'âme est remplacée par des barres disposées en diagonale appelées « membrure », et les ailes prennent les noms de « corde supérieure et inférieure ». En allemand les ailes comme les cordes d'une poutre treillis sont appelées « Gurte ». Dans la construction métallique, les ailes en acier profilé  sont également appelées « Flansch » .
Les poutres avec une section transversale en Ɪ ou double T sont constituées de deux ailes plates ou ramassées (compactes) et d'une âme relativement fine qui relie les deux ailes. Analogues à la poutre en double T, les côtés supérieurs et inférieurs des poutres-caissons peuvent également être appelés ailes, qui se plient de manière convexe ou concave et peuvent accuser des flèches négatives et positives.
Selon la position d'une aile, on distingue éventuellement « aile supérieure » et « aile inférieures ». Selon la sollicitation (de), on parle d'« aile en tension » ou « aile en compression ».
Les ailes des poutres composites sont en métal (dans les profils en acier), en béton armé ou précontraint ou bois (dans les poutrelles de coffrage (de) ).

## Comportement porteur et conception

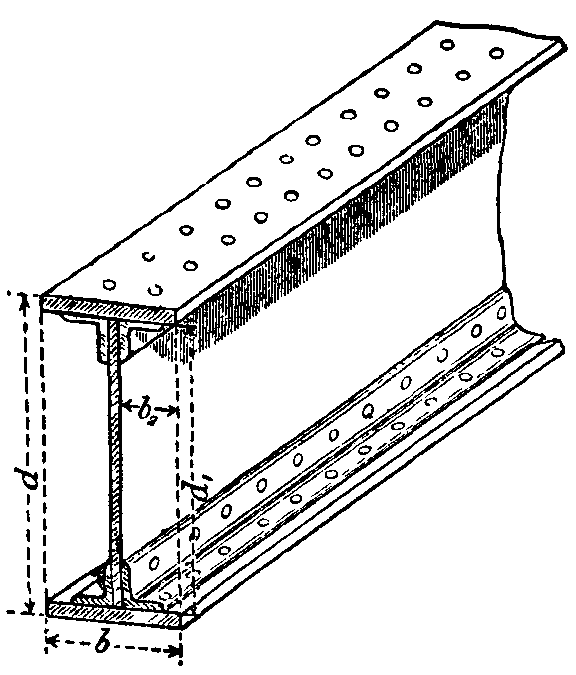
Poutre à âme pleine en tôle, ou composée, en acier rivetée composée d'une âme et de deux ailes ; souvent vu sous cette forme dans les gares plus anciennes.

Les ailes absorbent principalement la charge de flexion (voir aussi Biegemoment). Lorsqu'une poutre sur deux appuis (de) est chargée par le haut, la membrure inférieure est dilatées ou étirée (de) par les forces de traction (de)  et est donc appelée « aile ou semelle en tension ». De même, l'aile ou semelle supérieure est comprimée par des forces de compression et il s'agit dans ce cas d'une « aile, semelle en compression ».
Pour concevoir un profilé, les forces de traction et de compression dans les ailes sont calculées à l'aide des efforts internes (de), du moment fléchissant (voir aussi Biegemoment), de l'effort tranchant (voir aussi querkraft (de)) et de la force normale en fonction de la distance entre les ailes et le centre de gravité du profilé. Si une force normale est présente, les ailes absorbent également cette force proportionnellement.
Le facteur décisif pour la capacité de charge d'une poutre sollicitée (de)  par une flexion est la contrainte de traction ou de compression au bord le plus extérieur du profilé (fibre extrême). Plus la section transversale du profilé à ce stade est grande, plus la contrainte est faible, car les forces qui se produisent sont alors réparties sur une plus grande surface.
L'aire de la section transversale par rapport à sa distance par rapport au centre de gravité du profilé est exprimée par le module d'inertie. Plus les ailes sont écartées, plus la poutrelle est résistante. Cependant, si l'épaisseur des ailes et de l'âme est trop faible par rapport à la hauteur et à la largeur du profilé, le risque de déformation de la poutre par déversement (flambement par flexion-torsion) et rupture augmente.
La section transversale de l'âme joue un rôle relativement faible dans la quantité de contrainte matérielle lors de la flexion. L'âme  peut donc être rendue très fine pour gagner en poids. Elle doit être dimensionnée juste assez pour qu'elle ne flambe pas, ne se déforme (de) pas sous charge.